# Patagonotothen jordani
Patagonotothen jordani är en fiskart som först beskrevs av Thompson, 1916.  Patagonotothen jordani ingår i släktet Patagonotothen och familjen Nototheniidae. Inga underarter finns listade i Catalogue of Life.